# Чэнмай
Чэнма́й (кит. упр. 澄迈, пиньинь Chéngmài) — уезд провинциального подчинения провинции Хайнань (КНР).

## История
Уезд был создан во времена империи Суй в 607 году.
После перехода острова Хайнань под контроль КНР был создан Административный район Хайнань (海南行政区) провинции Гуандун, и уезд вошёл в его состав. 1 декабря 1958 года уезды Чэнмай и Линьгао были объединены в уезд Цзиньцзян (金江县). В 1959 году уезд Цзиньцзян был переименован в Чэнмай. 30 мая 1961 года уезд Линьгао был вновь выделен из уезда Чэнмай.
В 1970 году Административный район Хайнань был переименован в Округ Хайнань (海南地区), но в 1972 году округ снова стал административным районом.
13 апреля 1988 года Административный район Хайнань был преобразован в отдельную провинцию Хайнань.

## Административное деление
Уезд делится на 10 посёлков.

## Экономика
В уезде в промышленных масштабах выращивают рис, папайю, кофе и гевею, на фермах разводят рыбу и морепродукты.

## Транспорт
В порту Мацунь действует прибрежный заправочный пункт для судов, работающих на сжиженном природном газе (СПГ).